# Ilha Anvers
Ilha Anvers (também Ilha Antwerp ou, em português, Ilha Antuérpia) é uma ilha da Antártida, com uma área de 2432 km². É a maior ilha do arquipélago Palmer, ficando a 10 km da costa oeste da Península Antártica, na parte mais austral do arquipélago, a sudoeste da Ilha Brabante. 
Anvers, ilha de tipo continental, é alta e montanhosa. Tem 61 km de comprimento e 379 km de costas. É dominada pelo monte Français, que atinge 2760 m de altitude.
O seu nome deve-se à Expedição Antártica Belga de 1898, sob comando de Adrien de Gerlache, e é uma homenagem à cidade de Antuérpia, na Bélgica. 
A Argentina inclui esta ilha dentro do Departamento da Antártida Argentina que faz parte da província de Terra do Fogo, Antártida e Ilhas do Atlântico Sul, e para o Chile faz parte do Território Antártico Chileno, enquanto para o Reino Unido integra o Território Antártico Britânico, mas todas estas reivindicações estão suspensas em virtude do Tratado Antártico. 
Na costa sudoeste da ilha fica a base permanente dos Estados Unidos denominada Base Antártica Palmer.

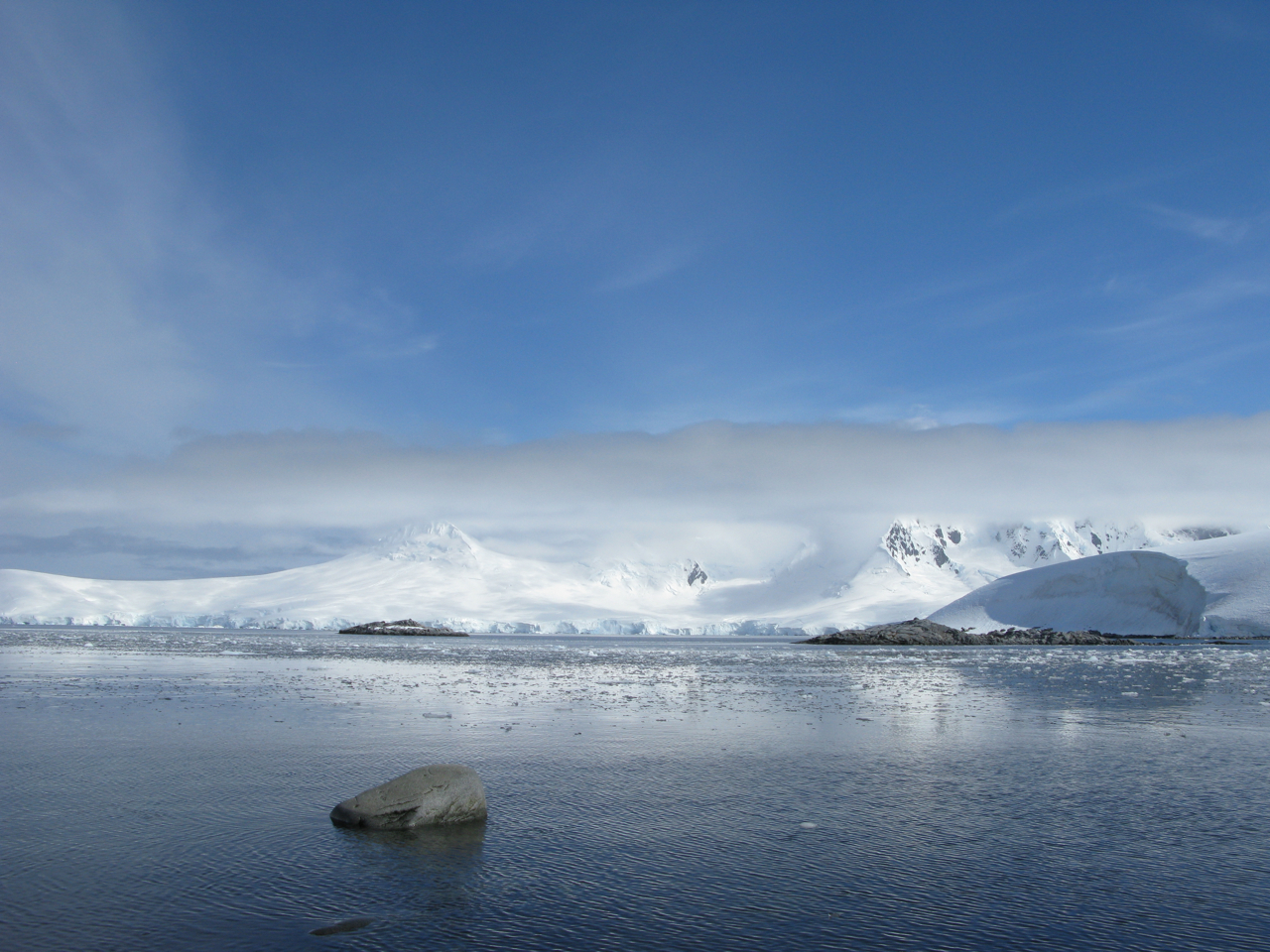
Paisagem da ilha Anvers